# Kakadu (album)
Kakadu – album Ewy Bem wydany 23 listopada 2007 roku przez wydawnictwo Agora.
Nagrany w stylistyce smoothjazzowej, nawiązuje do muzyki lat 70. oraz nagrań Bemibek, zawiera 13 utworów napisanych przez Ewę Bem (Bem debiutuje tu jako autor tekstów) oraz Joachima Mencla. Płytę promowała piosenka Kocham i nie kocham Cię. Na płycie pojawiają się znani polscy jazzmeni: pianista Andrzej Jagodziński i trębacz Robert Majewski. Na gitarze gra Jacek Królik.
16 stycznia 2008 roku krążek uzyskał status złotej płyty.
Na temat albumu Ewa Bem wypowiedziała się tak: "to płyta naturalnych brzmień i żywych muzyków, pieczołowicie wybieranych ze względu na ich kunszt. To trzynaście zupełnie różnych piosenek, ze wspólnym mianownikiem, którym jest – tu wybaczcie wielkie słowa – walka z komercją i bylejakością".

## Lista utworów
1. Randka naszych dusz - 2:59
2. Tort - 3:53
3. Kocham i nie kocham Cię - 3:59
4. Tajemnica zakochanych ciał - 4:20
5. Kakadu - 4:49
6. Por Favor - 3:42
7. Muszę wierzyć - 4:33
8. Na zawsze tak - 4:20
9. To cześć - 4:09
10. Nasza Lizbona - 3:28
11. Siedemnaście - 4:05
12. W mieście wszystkich snów (Mówiłam z aniołem) – 3:48
13. Spróbujmy razem polatać - 3:37

Single
1. Kocham i nie kocham Cię
2. Por Favor
3. To cześć